# 박근원
박근원(朴謹元, 1525년 ~ 1585년)은 조선의 문신이다. 본관은 밀양(密陽)이며, 박광영(朴光榮)의 손자이다. 자는 일초(一初), 호는 망일재(望日齋)

## 생애
1546년(명종 1) 진사시에 합격하고, 1552년 식년 문과에 병과로 급제하여 1564년 호조참의·승정원좌승지, 1566년 홍문관부제학 등을 거쳐 1567년 대사간·병조참지를 지냈다. 1572년 도승지를 거쳐 대사헌, 예조참판을 지내고, 1573년 이조참판이 되었다. 1576년 경기감사를 지내고, 1583년 다시 도승지가 되었다.